# Thomas Madsen-Mygdal
Thomas Madsen-Mygdal (24 dicembre 1876 – 23 febbraio 1943) è stato un politico danese, esponente del partito liberale e primo ministro della Danimarca dal 14 dicembre 1926 al 30 aprile 1929.